# Cítoliby
Cítoliby, bis 1923 Citoliby (deutsch Zittolieb, früher Zitolib) ist eine Minderstadt in Tschechien. Sie liegt drei Kilometer südlich von Louny und gehört zum Okres Louny.

## Geographie
Cítoliby befindet sich auf der Dolnooharská tabule (Untereger-Tafel) im Quellgebiet des Baches Cítolibský potok. Nordöstlich erheben sich der Blšanský vrch (293 m) und der Malý Chlum (283 m) sowie im Südwesten der Zadní Háj (291 m). Durch den Ort führt die Staatsstraße II/229 zwischen Louny und Rakovník, nördlich verläuft die Schnellstraße R 7. Im Osten führt die Chlumčaner Schleife der Bahnstrecke Praha–Most bis einen reichlichen Kilometer an Cítoliby heran, die nahe dem Scheitelpunkt auf freiem Feld gelegene Station Cítoliby wird heute nicht mehr bedient.
Nachbarorte sind Louny und Zahradní město im Norden, Černčice und Blšany u Loun im Nordosten, Chlumčany im Osten, Toužetín, Sulec und Smolnice im Südosten, Brloh, Nová Ves, Divice und Líšťany im Süden, Touchovice, Opočno, Jimlín und Nový Hrad im Südwesten, Zeměchy und Malnice im Westen sowie Celnice, Postoloprty und Březno im Nordwesten.

## Geschichte

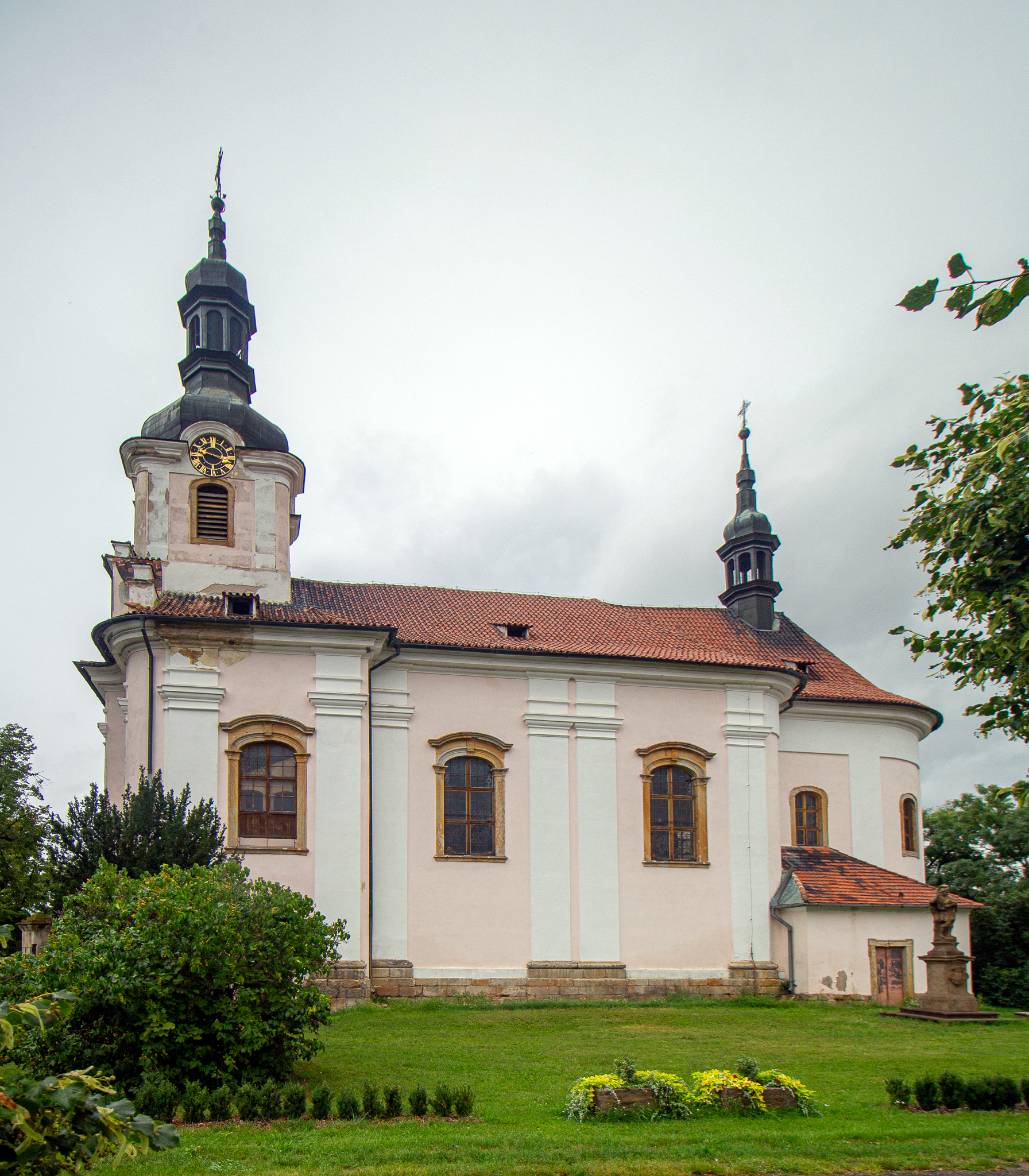
Kirche Jakobus des Älteren

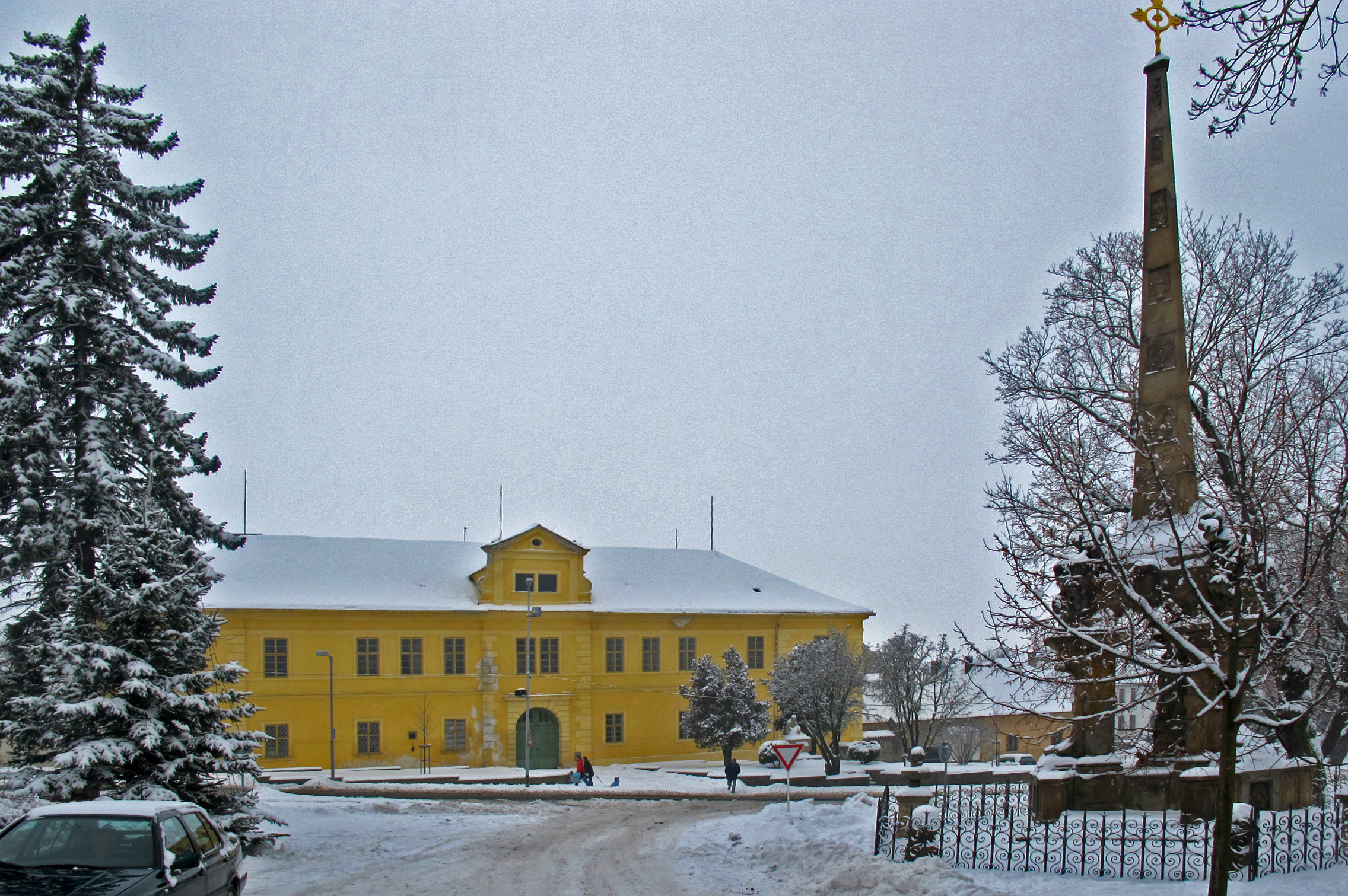
Schloss Cítoliby

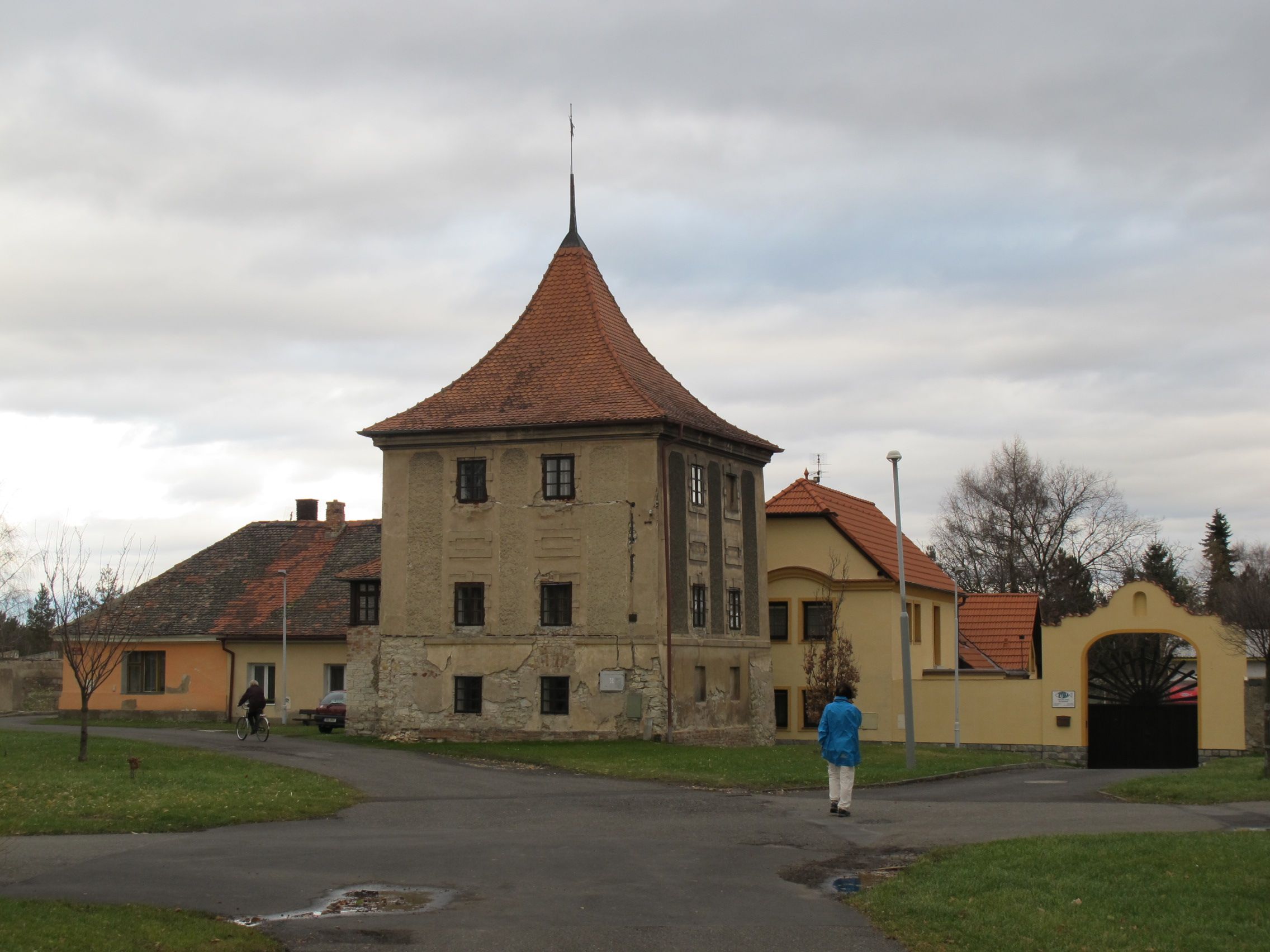
Barocker Wasserturm

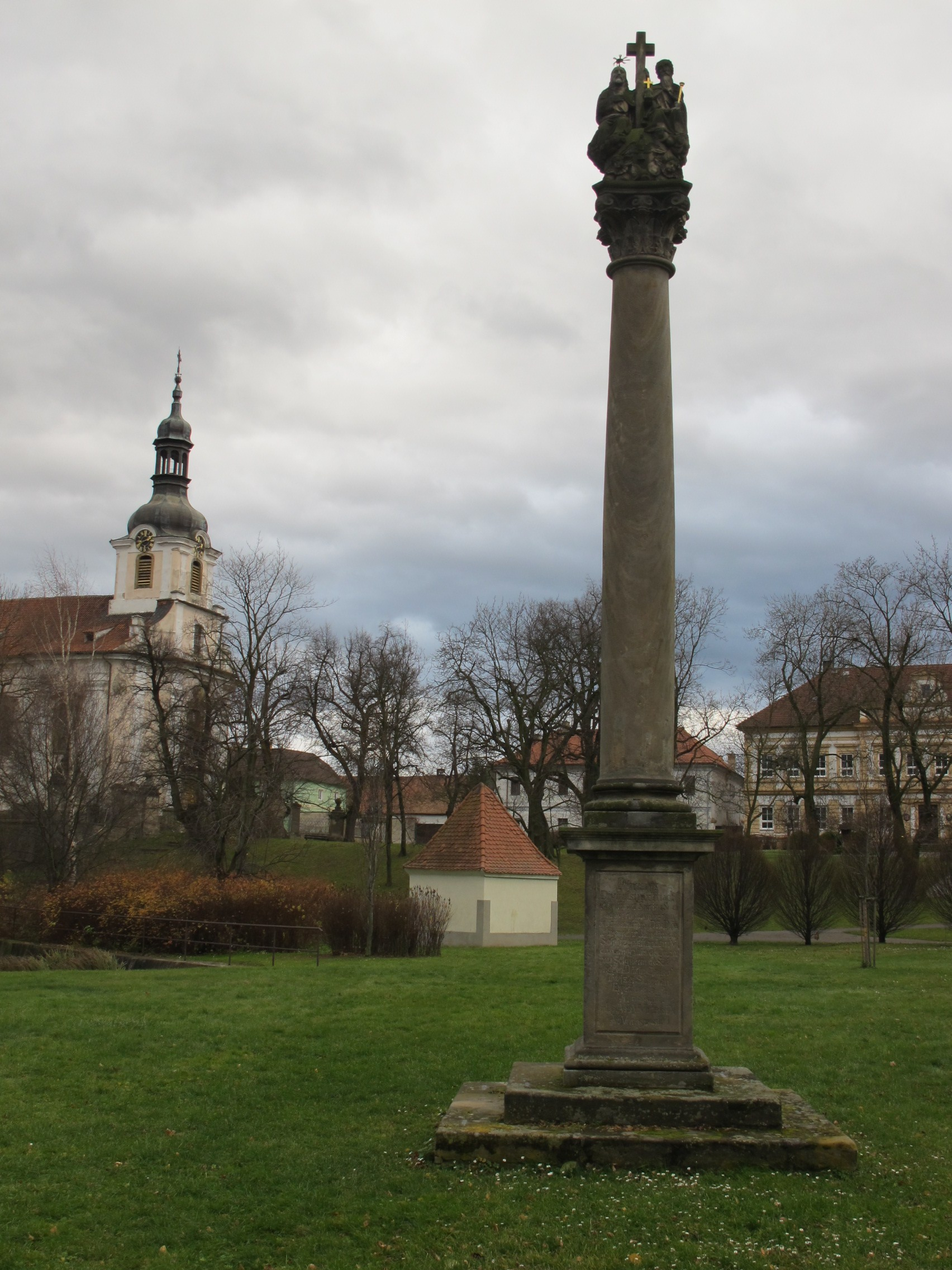
Dreifaltigkeitssäule

Cítoliby wurde wahrscheinlich im letzten Viertel des 13. Jahrhunderts als regelmäßiges Platzdorf mit etwa 25 Gehöften um einen fast quadratischen Platz von 180 × 175 Metern Seitenlänge angelegt. Das neue Dorf entstand wahrscheinlich auf Veranlassung der königlichen Kammer in unmittelbarer Nachbarschaft der zuvor von Přemysl Ottokar II. gegründeten Königsstadt Louny, zu dessen Weichbild es gehörte. Zu den Siedlern gehörten deutsche Bürger aus Laun.
Die erste schriftliche Erwähnung des Ortes erfolgte am 22. April 1325, als König Johann von Luxemburg den Launer Bürgern ihren Besitz in Czethleub bestätigte. Der Ortsname ist tschechischen Ursprungs und leitet sich wahrscheinlich vom Beinamen eines Lokators her, der Gefallen an Kleinmünzen (cěta) hatte. Seit der zweiten Hälfte des 14. Jahrhunderts wurde das Dorf als Czietolib oder Czetlib bezeichnet. Die erste Nachricht über die Kirche stammt aus dem Jahre 1379. Wahrscheinlich ließ sie Thimo d. J. von Colditz (Těma z Koldic; † 1383) in der Mitte des 14. Jahrhunderts errichten. Sie soll dem hl. Gallus geweiht gewesen und südlich des Schlosses gestanden sein; jedoch ist dies umstritten und heute wird von einer Verwechslung mit der Kirche St. Gallus in Brloh ausgegangen. Die Herren von Colditz waren jedoch nicht Besitzer des gesamten Dorfes, nach wie vor gehörte ein Teil von Cítoliby einer Gruppe Launer Bürger. Am 25. April 1383 wurde Thimo d. J. von Colditz als Kirchpatron genannt. Nachfolgender Besitzer des größten Teils des Dorfes war Thimos Sohn Albrecht von Kolditz. Nach dem Ausbruch der Hussitenkriege bekämpfte dieser als Landeshauptmann der schlesischen Erbfürstentümer Jauer-Schweidnitz und Breslau die Hussiten, während die Stadt Louny zu einem Zentrum der Kalixtiner wurde. Jedoch unternahmen die Launer Hussiten niemals auch nur einen Versuch, das Kammergut Cítoliby zu besetzen. Einige der Bewohner des Ortes schlossen sich im Frühjahr 1420 den radikalen Hussiten an, die sich auf dem Táborec bei Smolnice zur Unterstützung der von den Katholiken belagerten Stadt Prag sammelten. Aus der Zeit der Hussitenkriege stammt auch die letzte Erwähnung der Herren von Kolditz als Grundherren.
Im Jahre 1457 hatte Clemens von Brloch (Kliment z Brloha) seinen Sitz in Cítoliby; dies war zugleich die erste Erwähnung einer Feste in dem Ort. Über die Umstände, unter denen Cítoliby aus den Kammergütern ausschied, ist nichts bekannt. Ab 1462 war Bavor von Třebívlice Besitzer der Feste. Zwischen 1464 und 1469 erhoben die Launer Bürger auf ihren Anteil eine Maut. Seit 1519 hatte Prokop Kuneš von Lukovec seinen Sitz in Cítoliby, 1534 erbte sein Sohn Mikuláš genannt Kohoutek den Besitz. Gegen Mikuláš Kuneš von Lukovec waren Prozesse wegen Totschlags, Verleumdung und versuchter Tötung anhängig, bei denen er jedoch straffrei blieb und lediglich eine Verwarnung durch König Ferdinand I. erhielt. Mikuláš Kuneš von Lukovec verstarb 1543, im anschließenden Erbstreit um die Ansprüche zwischen seiner Witwe, der Tochter und seinen sechs minderjährigen Söhnen erfolgte in der Landtafel eine ausführliche Beschreibung des Gutes. Dabei sind das gesamte Dorf, der Wirtschaftshof, die Schänke und das Kirchpatronat – nicht aber die Feste aufgeführt. Den Anteil der Launer Bürger hatten die Besitzer des Gutes zu dieser Zeit bereits erworben, ebenso war darin von Mautrechten keine Rede mehr.
Mikuláš Söhne kauften später die umliegenden Güter Chlumčany, Vlčí, Brodec, Líšťany und Břínkov auf. Die Feste Cítoliby wurde Sitz seines ältesten Sohnes Jan Kuneš von Lukovec, der die herrschaftliche Brauerei und wahrscheinlich auch Fischteiche anlegen ließ. Nach dessen Tod im Jahre 1562 wurde das Gut Cítoliby mit der Feste, Herrenhof, Brauerei, Schänke, Wiesen, Hopfen-, Obst- und Safrangärten, zwei Teichen, zwei Weinbergen und den drei Wäldchen Dubovka, Rasoch und Velká Kostelka landtäflich zwischen seinen Geschwistern aufgeteilt. Dabei fielen die Feste und die Brauerei seinem ältesten Bruder Václav Kuneš von Lukovec zu, der sukzessive auch die Anteile seiner Geschwister hinzukaufte. 1569 verkaufte dieser das Gut, zu dem inzwischen noch eine Mälzerei und die Neue Schänke hinzugekommen waren, an Adam Hruška von Březno. Durch Zukäufe benachbarter Güter baute Adam Hruška das Gut Cítoliby zu einer der bedeutsamsten Grundherrschaften des Launer Gebietes aus, die an Größe nur noch von Líčkov und Nový Hrad übertroffen wurde. Er ließ neben der alten Feste der Herren von Lukovec, die er zum Wirtschaftsgebäude umfunktionierte, ein neues repräsentatives Renaissanceschloss errichten. 1573 schlug er das Gut Selmice mit der Feste, einem großen Wirtschaftshof, zwei Mühlen, den Dörfern Zbrašín, Hořany sowie einem Anteil von Líšťany seiner Herrschaft Cítoliby zu. 1580 erweiterte er die Herrschaft um das Dorf und die Feste Brodec sowie die Dörfer Břínkov und Vlčí. Im März 1581 erbten seine drei Söhne Jan, Adam und Karel die Herrschaft. Nach einer Zeit der gemeinschaftlichen Bewirtschaftung teilten die Brüder die Herrschaft schließlich auf. 1588 brannten große Teile von Cítoliby nieder. Nach Adams Tod erfolgte im Jahre 1600 eine Neuaufteilung der Güter unter seinen Brüdern, wobei Karel Cítoliby und Blšany erhielt und Jan Hruška Selmice, Brodec und Peruc. Im Jahre 1602 vernichtete ein erneutes Großfeuer mehrere Gehöfte in Cítoliby. Karel Hruška erwarb 1605 das Gut Chlumčany mit einem Wirtschaftshof sowie einer Mühle und schloss es an Cítoliby an. Nach dem Erlöschen der Pfarrei wurde diese vom Kloster Dolní Ročov verwaltet. Karel Hruška ließ 1605 in Cítoliby ein Pfarrhaus errichten, das mit einem Kantor besetzt wurde, der zugleich als Rektor fungierte und die örtlichen Kinder unterrichtete. Zu Beginn des 17. Jahrhunderts hatte sich Cítoliby in seiner Ausdehnung kaum verändert, der Ort bestand noch wie zur Zeit seiner Gründung aus 25 Gehöften. Nachdem Karel Hruška am 17. November 1609 noch jung verstarb, fiel dessen Besitz seinem minderjährigen Sohn Johann Adam zu, der unter der Vormundschaft seines Onkels Jan Hruška stand. Im Jahre 1610 verunglückte Jan Hruška auf der Rückfahrt von einem Besuch bei Stephan von Sternberg auf Schloss Postelberg tödlich. Damit fiel der gesamte Familienbesitz Jans Sohn Adam Heinrich zu, der neben seinen Gütern Brodec, Smilovice, Selmice, Peruc und dem 1606 von seinem Vater zugekauften Gut Toužetín auch treuhänderisch die seinem Neffen Johann Adam gehörigen Güter Cítoliby, Blšany, Líšťany und Chlumčany verwaltete. Im 17. Jahrhundert entstand die deutsche Namensform Zittolieb.
Nach der Schlacht am Weißen Berg wurde Adam Heinrich Hruška 1623 wegen seiner Beteiligung am Ständeaufstand von 1618 mit dem Verlust eines Drittels seines Vermögens bestraft. Dabei unterlief der Konfiskations-Kommission ein gravierender Irrtum; neben der Adam Heinrich Hruška gehörigen Herrschaft Selmice mit Zbrašín, Hořany und Líšťany wurde auch die durch ihn nur für seinen Neffen verwaltete Herrschaft Cítoliby beschlagnahmt und 1623 durch die Hofkammer an den kaiserlichen Offizier Adam von Herbersdorf verkauft. Herbersdorf setzte 1624 mit dem Pastor Leitner wieder einen katholischen Geistlichen in Zittolieb ein. Zugleich setzte er die Rekatholisierung mit eiserner Härte durch und löste damit 1626 einen Bauernaufstand aus. In Folge des Religionsmandates von 1627 entschied sich Adam Heinrich Hruška für einen Verbleib in Böhmen und trat zum Katholizismus über. Nach Erreichen der Volljährigkeit überließ Johann Adam Hruška 1628 die ihm zustehenden Herrschaft Cítoliby mit Blšany und Anteilen von Chlumčany und Smilovice seinem ehemaligen Vormund Adam Heinrich Hruška. Im Jahre 1629 wurde Adam Heinrich Hruška zum Hauptmann des Saazer Kreises ernannt. Nachdem der unrechtmäßige Konfiskationsbeschluss über die Herrschaft Cítoliby auf Grund seiner Intervention 1630 vom böhmischen Statthalter Baltasar von Marradas aufgehoben worden war, machte Johann Adam Hruška seinem Vetter das Eigentum an der Herrschaft Cítoliby wieder strittig und wollte diese an Adam d. J. Hozlauer von Hozlau veräußern. Adam Heinrich Hruška verstarb im selben Jahre ohne männliche Nachkommen; die Konfiskations-Kommission bestätigte die Abtretung und sprach die Herrschaft dessen drei Töchtern zu. Die Verwaltung der Herrschaft übernahm Dorothea Barbara Hruška, die wenig später den kaiserlichen Obristen Johann Ulrich Bissinger von Bissingen heiratete. Nachdem ihre beiden Schwestern volljährig geworden waren, erfolgte 1635 eine Teilung der Herrschaft, wobei Dorothea Barbara alle drei Anteile verwaltete.
Wegen seiner Lage an der Straße von Rakonitz nach Laun wurde das Dorf während des Dreißigjährigen Krieges mehrfach von durchziehenden Truppen besetzt und geplündert. 1631 fielen kursächsische Truppen und in den Jahren 1634, 1639, 1643 und von 1645 bis 1648 die Schweden in Zittolieb ein; die größten Schäden erlitt das Dorf bei der schwedischen Invasion von 1639 bis 1640. In Folge des Krieges gerieten die Hruška-Schwestern in eine finanzielle Notlage und mussten bis 1637 die Güter Blšany und Smilovice verkaufen. Durch die anhaltende wirtschaftliche Misere und regelmäßige Plünderungen und Verwüstungen zerbrach Dorothea Barbara von Bissingen zu Beginn der 1640er Jahre an der Verwaltung der Herrschaft, verfiel dem Wahnsinn und wurde schließlich entmündigt und unter die Vormundschaft ihres Mannes gestellt.

### Unter den Schütz von Leipoldsheim
Am 20. April 1651 verkaufte Johann Ulrich von Bissingen die überschuldete Herrschaft Zittolieb an den Obristen Ernst von Schützen und seine Frau Margarethe Blandina, die die Herrschaft für ihren im Heeresdienst stehenden Mann verwaltete. Im August 1652 kaufte Margarethe Blandina von Schützen das benachbarte Gut Brdloch hinzu, das den Krieg ohne große Schäden überstanden hatte. In der berní rula von 1654 werden zwölf der 25 Gehöfte von Zittolieb, darunter auch die Schänke, als wüst bezeichnet. Im Ort gab es vier Hopfenbauern und als einzigen Handwerker einen Schneider. Die Kirche war ruiniert, die Pfarrei wurde durch das Dekanat Laun verwaltet. Margarethe Blandina ließ 1659 in Zittolieb eine Schule mit einer Wohnung für den Lehrer errichten und auch die Kirche wieder herrichten. Die Wiederbesetzung der Pfarre scheiterte am Mangel an Geistlichen. Im Jahr darauf wurde die Verwaltung der Pfarre an die Rotschower Augustiner übertragen. Um 1660 ließ Margarethe Blandina von Schützen östlich des Dorfes eine Fasanerie anlegen. Ernst von Schützen fiel während der Türkenkriege zusammen mit seinen drei Brüdern am 9. September 1661 in der Schlacht bei Komorn. Erbe der Herrschaft wurde sein Sohn Ernst Gottfried (Arnošt Bohumír), der ebenfalls eine militärische Laufbahn eingeschlagen hatte und 1665 mit dem Prädikat Schütz von Leipoldsheim in den Freiherrenstand erhoben wurde. Die Verwaltung des Besitzes blieb in den Händen seiner Mutter, die 1664 den Besitzer der Herrschaft Diwitz, den Feldmarschallleutnant Jan van der Croon (Jan de la Cron) heiratete. Ende April 1664 kaufte Margarethe Blandina die Herrschaft Brodec und schlug sie zu Zittolieb hinzu. Nachdem Zittolieb 1680 von der großen Pestepidemie in der Launer Gegend verschont geblieben war, ließ Margarethe Blandina noch im selben Jahre vor dem Schloss eine Pestsäule aufstellen. Im Jahr darauf kaufte sie die Herrschaft Diwitz mit den Dörfern Winařitz, Solopisk, Kozeged, Ober-Rotschow, Markwaretz, Konotop und Třebotz auf und vereinigte sie mit Zittolieb. In den 1680er Jahren ließ Margarethe Blandina einen Schlossgarten mit Zierpflanzen anlegen. In der zweiten Hälfte des 17. Jahrhunderts hatte das Dorf etwa 300 Einwohner. Nach dem Tode von Margarethe Blandina van der Croon wurde 1687 ihr erstehelicher Sohn Ernst Gottfried Schütz von Leipoldsheim zum Haupterben, ein kleiner Anteil fiel ihrer Tochter Marie zu. Im selben Jahre verstarb auch Ernst Gottfrieds Frau Susanna Maria von Kuefstein, eine Tochter des Johann Ludwig von Kuefstein. Ernst Gottfried Schütz von Leipoldsheim erbte dadurch den größten Teil der seiner Frau aus der ersten Ehe mit Johann von Werth zugefallenen Herrschaft Benatek und kaufte bis 1694 auch die letzten Anteile ihrer Miterben hinzu. Nach seiner militärischen Laufbahn trat er in den Staatsdienst ein und wirkte u. a. als Hauptmann des Saatzer Kreises. 1698 vernichtete ein Großfeuer fast das gesamte Dorf. Nachdem Zittolieb im Jahre 1713 erneut von einer Pestepidemie verschont geblieben war, wurde die neue Dreifaltigkeitssäule errichtet. Zwischen 1713 und 1717 entstand eine neue Kirche. Ernst Gottfried Schütz von Leipoldsheim verstarb 1715, zuvor hatte er seinen dreijährigen Enkel Franz Ernst, der jedoch noch im selben Jahre starb, als Erben der Herrschaft Zittolieb mit Diwitz eingesetzt. Alleinerbe der Herrschaften Benatek und Zittolieb wurde dadurch Ernst Gottfrieds Sohn Ernst Jaroslaw Schütz von Leipoldsheim. Dieser verstarb 1720 ohne Nachkommen, mit ihm erlosch das Geschlecht der Schütz von Leipoldsheim. Als Erben hatte Ernst Jaroslaw Schütz zuvor für die Herrschaft Zittolieb und Diwitz seinen Jugendfreund, den Hauptmann des Leitmeritzer Kreises Karl Daniel Pachta von Rayhofen und für die Herrschaft Benatek Ignaz Siegmund von Klenau und Janowitz eingesetzt.

### Unter den Pachta von Rayhofen
Karl Daniel Pachta von Rayhofen, der 1721 in den Grafenstand erhoben worden war, verfügte 1729 testamentarisch die Erneuerung der Pfarrei in Zittolieb und errichtete ein Pfarrstiftung, die 1730 eine erzbischöfliche Bestätigung erhielt. Als Erben der Herrschaft Zittolieb setzte er seinen Neffen Ernst Karl Pachta (1718–1803) ein, der bis zur Volljährigkeit unter der Vormundschaft seines Vaters Johann Joachim Pachta stand. Johann Joachim Pachta von Rayhofen ließ 1731 im Schlossgarten ein Treibhaus errichten. Im Jahre 1739 zerstörte ein Großbrand fünf Häuser des Dorfes. Während des Österreichischen Erbfolgekrieges wurde der Hauptmann der Bunzlauer Kreises Johann Joachim Pachta von der französischen Armee als Geisel genommen und verstarb am 26. Oktober 1742 während der Belagerung von Prag infolge der schlechten Haftbedingungen. Im selben Jahre erreichte Ernst Karl Pachta die Volljährigkeit und übernahm die Herrschaften Zittolieb mit Diwitz sowie Hodietitz und Tloskau. 1750 verstarb Ernst Karls Frau Josephine von Sporck nach langer Krankheit. Im Theresianischen Kataster von 1751 sind für Zittolieb 22 abgabepflichtige Anwesen aufgeführt, nicht enthalten sind dabei landlose Chaluppen oder die Wohnhäuser der herrschaftlichen Beamten. Den Haupterwerb der Bevölkerung bildete der Getreideanbau- und -handel. Außerdem gab es im Dorf einige Handwerker sowie einen jüdischen Brenner, der zugleich einen Krämerladen betrieb und mit Leinwand und Schnüren handelte.
Während des Siebenjährigen Krieges wurde der Herrschaft Zittolieb am 29. November 1757 von Truppen des preußischen Feldmarschalls James Keith gegen die Zahlung von 40 Dukaten und 165 Gulden sowie Naturalleistungen freies Geleit gegen Plünderungen zugesichert. Zwei Jahre später zog erneut preußisches Militär durch den Ort; sie nahmen neun kroatische Soldaten, die sich in Zittolieb versteckt hatten mit, und schossen in der Fasanerie zahlreiche Vögel. Weitere Truppendurchzüge erfolgten 1760 und 1762. 1763 schied die Pfarrei Zittolieb aus der Administration durch die Rotschower Augustiner und erhielt wieder einen eigenen Pfarrer. Nach den Missernten von 1770 und 1771 brach in der Gegend eine Hungersnot aus, die Zahl der Sterbefälle verdoppelte sich in dieser Zeit. Infolgedessen wurde von der herkömmlichen Einfeldwirtschaft abgegangen und es begann der Anbau von Kartoffeln. Die Fasanerie wurde schließlich aufgehoben und an ihrer Stelle ein mit Obstpflanzungen gemischter Park angelegt. In der zweiten Hälfte des 18. Jahrhunderts wurde Zittolieb nach Süden entlang der Launer Straße erweitert und wuchs auf 62 Häuser an. Im Juli 1797 verkaufte Ernst Karl Pachta von Rayhofen die Herrschaft Zittolieb mit Diwitz an Jakob Wimmer von Wimmersberg.

#### Musikalische Blüte und Gründung der Schlosskapelle

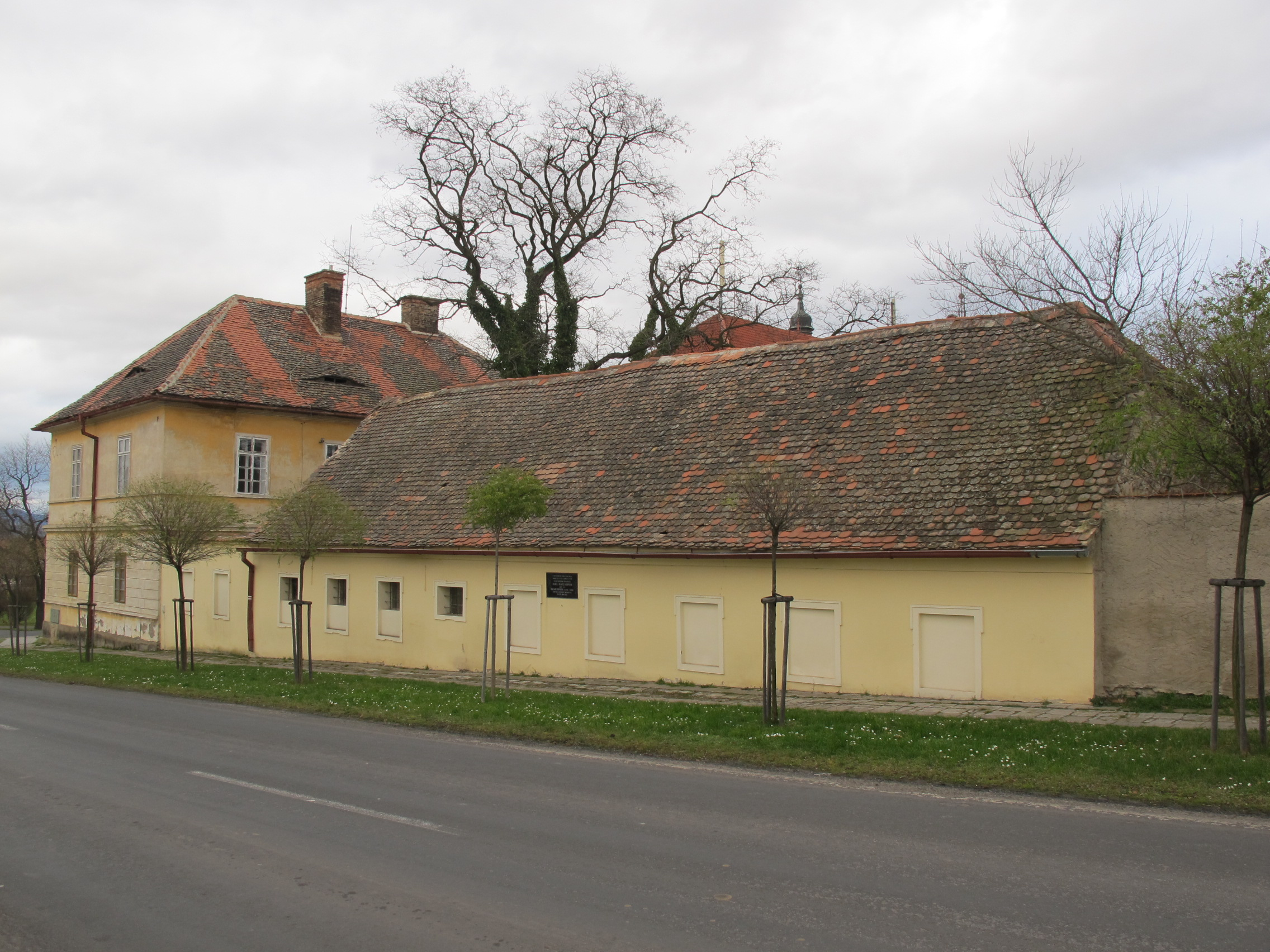
Alte Schule, Ausbildungsstätte der Zittolieber Komponistenschule

Ernst Karl Pachta von Rayhofen, der selbst ein guter Musiker war, machte Zittolieb in der Mitte des 18. Jahrhunderts zu einem Zentrum der Musik in Böhmen und gründete eine weithin bekannte Schlosskapelle. Pachta machte das erfolgreiche Vorspiel eines Musikinstrumentes zur Bedingung für eine Aufnahme in seine Dienste. Der Schlossmusikdirektor und die Kantoren wurden zur Komposition verpflichtet. Die Schlosskapelle setzte sich deshalb ausschließlich aus dem Schlosspersonal zusammen und wurde bei Bedarf durch die Erzieher, die Kantoren und Geistliche ergänzt. 1754 kaufte Ernst Karl Pachta für die Kirche eine neue Orgel. Zum Ende des 18. Jahrhunderts wurde die Schlosskapelle aufgelöst.
Bedeutendste Komponisten waren der Kantor Václav Jan Kopřiva und der Schlosskapellmeister Jan Adam Gallina. Aus der von ihnen geleiteten Zittolieber Komponistenschule gingen u. a. der Organist Karel Blažej Kopřiva und der Oboist Jan Nepomuk Vent (Johann Wendt) hervor.
Werke der Zittolieber Komposition werden noch heute auf dem Festival Prager Frühling aufgeführt und von der Tschechischen Philharmonie gespielt. Im Rahmen der Paneuropäischen Konzerttage der Europäischen Rundfunkunion entstanden Rundfunkaufnahmen durch den Český rozhlas.

### 19. Jahrhundert
Im Jahre 1802 erwarb Jakob Wimmer von Wimmersberg von Karl Prükner das Gut Domauschitz und schloss es an die Herrschaft an. Am 6. Februar 1803 verkaufte er die gesamte Herrschaft mit dem Schloss, der Brauerei, 17 Dörfern mit insgesamt etwa 3800 Einwohnern, zwei Pfarrkirchen und drei Filialkirchen, fünf Schulen sowie neun Mühlen an Joseph II. zu Schwarzenberg. Während der Schlacht bei Kulm wurde 1813 im Schloss ein russisches Lazarett eingerichtet. Insgesamt sollen darin über 300 Russen verstorben sein; ein Großteil durch den Ausbruch einer Seuche, an der zudem auch 17 Bewohner des Ortes verstarben. 1823 lebten in Zittolieb 505 Personen. Wegen der gestiegenen Schülerzahl wurde 1828 der zweiklassige Unterricht aufgenommen. Im Juli 1832 forderte eine Epidemie der asiatischen Cholera im Ort 41 Todesopfer. 1833 erbte Johann Adolf II. zu Schwarzenberg den Besitz. 1835 brach im Haus der Witwe Marie Mocker ein Brand aus, der zehn Häuser an der Süd- und Ostseite des Dorfplatzes erfasste. Im Jahr darauf war das Mockersche Haus Nr. 55 erneut Ausgangspunkt eines Großbrandes. 1839 entstand am südlichen Ortsrand ein neuer Friedhof. Zwischen 1841 und 1843 erfolgte der Bau der Straße von Rakonitz nach Laun, anschließend entstand die Straßenverbindung nach Chlumtschan.
Im Jahre 1844 umfasste die Herrschaft eine Nutzfläche von 11.800 Joch 1157 Quadratklafter, davon entfielen 10.825 Joch 912 Quadratklafter auf Zitolib samt Solopisk und Diwitz sowie 975 Joch 245 Quadratklafter auf das Gut Domauschitz. Auf dem gesamten Gebiet lebten 4299 tschechischsprachige Personen, davon 3706 auf der Herrschaft Zitolib und 593 auf dem Gut Domauschitz. Darunter waren auch sieben jüdische Familien. Haupterwerbsquelle bildete die Landwirtschaft. Der Obrigkeit gehörten die zehn Meierhöfe Zitolib, Brodetz, Diwitz, Ober-Rotschow, Domauschitz, Rowina, Chlumtschan, Brdloch, Dřewitsch und Solopisk sowie die fünf Schäfereien Zitolib, Brodetz, Diwitz, Ober-Rotschow und Domauschitz. Die herrschaftlichen Wälder, die Bergrücken im Džbán bedeckten, wurden durch die Thiergartener, Třebotzer, Rotschowaer, Chanower und Markwaretzer Forstreviere bewirtschaftet. Bei Kozeged wurde ein kleiner Tiergarten mit 50–60 Damhirschen unterhalten.
Zur Herrschaft Zitolib gehörten der Markt Ober-Rotschow, die Dörfer Zitolib, Chlumtschan, Brdloch, Brodetz, Senkow (Senkov), Winařitz, Diwitz (Divice), Ernstdorf (Hvížďalka), Kozeged, Třebotz, Solopisk (Solopysky), Konotop (Konětopy) und Marquaretz (Markvarec) sowie 14 Häuser von Lischtian, zwölf Häuser von Aulowitz (Úlovice), zehn Häuser von Unter-Rotschow und von Netschitz (Nečichy) das Hegerhaus Buschehrad. Das angeschlossene Gut Domauschitz umfasste die Dörfer Domauschitz und Philippsthal (Filipov).
Das Dorf Zitolib, auch Zittolieb/Citolib bzw. Žitolib bestand aus 65 Häusern mit 605 Einwohnern, darunter drei jüdischen Familien. Unter dem Patronat der Obrigkeit standen die Pfarrkirche des hl. Jakobus des Älteren, die Pfarre und die Schule. Außerdem gab es im Dorf ein obrigkeitliches Schloss mit der Wohnung des Amtsdirektors und einem Schlosspark, einen obrigkeitlichen Meierhof, eine dominikale Schäferei, einen dominikalen Schüttboden, ein dominikales Bräuhaus und ein Wirtshaus. Die im Ortszentrum entspringende starke Quelle versorgte außer dem Ort und der Brauerei auch mittels eines Druckwerkes und einer Röhrwasserleitung das Schloss mit Wasser. Zitolib war Pfarrort für Chlumtschan, Brdloch (Brloh), Brodetz, Senkow (Senkov), Lischtian, Pschan, Wlč (Vlčí) und die Smolnitzer Mühle. Bis zur Mitte des 19. Jahrhunderts bildete Zitolib das Amtsdorf der Allodialherrschaft Zitolib samt dem Gut Domauschitz.
Nach der Aufhebung der Patrimonialherrschaften bildete Citoliby/Zittolieb ab 1850 eine politische Gemeinde im Bezirk und Gerichtsbezirk Laun. In den Jahren 1854 bis 1855 entstand das neue Pfarrhaus. Davor, sowie vor der Brauerei, wurden drei runde Ziergärten angelegt und der übrige Teil des Dorfplatzes mit Ziersträuchern bepflanzt. Während des Deutschen Krieges erfolgte 1866 eine kurzzeitige Einquartierung preußischer Truppen, wobei in jedem Gehöft 20 Soldaten untergebracht wurden. Diese schleppten die Cholera ein, an der 15 Einwohner und ein Soldat verstarben. In dieser Zeit entstand auch mit dem Glücksverein zum gemeinschaftlichen Lotteriespiel der erste Verein, 1869 folgte der genossenschaftliche Verein Oul.
Zwischen 1862 und 1872 wuchs Citoliby nach Norden hin stark an.
Beim Zensus von 1869 hatte das Dorf 900 Einwohner und übertraf damit Lenešice und Líšťany. Im Ort gab es 14 Handwerksbetriebe, fünf Destillen, drei Wirtshäuser, eine Darlehnskasse, zwei Trafiken, einen Kolonialwarenladen sowie Obst-, Getreide- und Schweinehändler. Beim Eisenbahnbau durch die Prag-Duxer Eisenbahn wurden ab 1870 zahlreiche Einwohner beschäftigt, ein weiterer Teil arbeitete in den vier umliegenden Ziegeleien. Damit erfolgte ein Wandel vom rein landwirtschaftlich geprägten Dorf. 1873 bildete sich ein Gewerbe- und Handwerksverein und fünf Jahre später eine Freiwillige Feuerwehr.
1879 wurde Citoliby wegen seiner Bedeutung als nach der Bezirksstadt zweitgrößten Gemeinde des Bezirkes Laun zum Markt erhoben. Im selben Jahre stellte die Brauerei den Betrieb ein.
Die in den 1870er Jahren gegründete Laienspielgruppe schloss sich 1880 in Vereinsform zusammen. 1881 kam in der Landwirtschaft der erste Dampfpflug zum Einsatz. Zu dieser Zeit entwickelte sich der Zuckerrübenanbau zum Schwerpunkt des Ackerbaus. In den Jahren 1886–1887 entstand ein neues Schulhaus. Das Postamt wurde 1889 eröffnet, im Jahr darauf folgte ein Telegraphenamt.

### 20. Jahrhundert
Um die Jahrhundertwende flammten im Ort politische Konflikte zwischen dem konservativen Lager der Alttschechen und den nationalistisch orientierten Jungtschechen auf. Der Teich in der Fasanerie wurde 1903 zum Schwimmbad hergerichtet. Ab 1904 erfolgte der Schulunterricht in fünf Klassen. Im Jahre 1908 erhielt Citoliby eine Gendarmeriestation. Zu Beginn des 20. Jahrhunderts entwickelte sich der Markt Citoliby zu einem regionalen Ausflugsziel. Beim Zensus von 1921 hatte Citoliby 1325 fast ausschließlich tschechischsprachige Einwohner und bestand aus 219 Häusern. In den 1920er Jahren setzte ein Bauboom ein, zwischen 1922 und 1925 wurde linksseitig der Straße Chlumčanská nach Plänen von František Vahala eine Einfamilienhauskolonie im Stil der Moderne errichtet. 1923 wurde die Schreibweise des Ortsnamens in Cítoliby geändert. Seit dem Ende der 1920er Jahre verschärften sich die Konflikte zwischen den konservativen und nationalistischen Lagern so sehr, dass das Landesamt 1933 die Gemeindevertretung auflöste und eine Neuwahl veranlasste. Im Zuge der Bodenreform wurde das der Familie Schwarzenberg gehörige Großgut Cítoliby in den Jahren 1924–1925 parzelliert, übrig blieben zwei Restgüter. Bis 1930 war Cítoliby auf 302 Häuser angewachsen. Die Schule besuchten 148 Kinder, der Unterricht erfolgte in drei Klassen. Während der Sudetenkrise trafen ab dem 13. September 1938 Kolonnen tschechischer Flüchtlinge aus den deutschsprachigen Dörfern des Bezirkes Saaz in Cítoliby ein. In der Schule und Turnhalle wurden Notunterkünfte eingerichtet. Nach dem Münchner Abkommen wurde Cítoliby zum Grenzort zum Deutschen Reich. Während der deutschen Besetzung stand der weitaus größte Teil der Bevölkerung den Besatzern ablehnend gegenüber, allerdings gab es auch Mitglieder der Vlajka. Im November 1944 trafen die ersten deutschen Kriegsflüchtlinge in Cítoliby ein, im Jänner 1945 folgte ein weiterer Treck mit etwa hundert vor der sich nähernden Ostfront Evakuierten. Ende April 1945 schlug eines Einheit der Wlassow-Armee auf dem Weg nach Kozejedy in Cítoliby ihr Nachtquartier auf. Zu dieser Zeit bildeten sich in Cítoliby zwei illegale Nationalausschüsse, da die vor dem Krieg zerstrittenen Lager noch immer nicht zu einer Kooperation bereit waren. Am 5. Mai 1945 wurden schließlich beide Nationalausschüsse zu einem zusammengeführt. Zwei Tage später drohte eine Eskalation, als deutsche Soldaten in Cítoliby eine Gruppe junger Männer stellten, die in Louny ein Wehrmachtsauto gestohlen hatte, um damit nach Prag zu gelangen. Einer der Diebe wurde dabei erschossen, den anderen gelang die Flucht in die Felder hinter dem Schloss. Die Deutschen nahmen darauf die zufällig im Schlosshof versammelten Mitglieder des Nationalausschusses sowie Passanten in Verhör und drohten mit der Exekution. Durch ebenfalls anwesende Vertreter der im Schloss einquartierten deutschen Flüchtlinge konnte die Lage jedoch entschärft werden. Am 9. Mai besetzte die Rote Armee Cítoliby.
1961 wurde Brloh eingemeindet. Zum 1. Mai 1976 erfolgte die Eingemeindung von Brloh und Cítoliby nach Louny.
Seit dem 24. November 1990 bildet Cítoliby wieder eine eigene Gemeinde. Am 10. Oktober 2006 wurde er der Status von Cítoliby als Městys erneuert.

## Gemeindegliederung
Für die Minderstadt Cítoliby sind keine Ortsteile ausgewiesen.

## Sehenswürdigkeiten

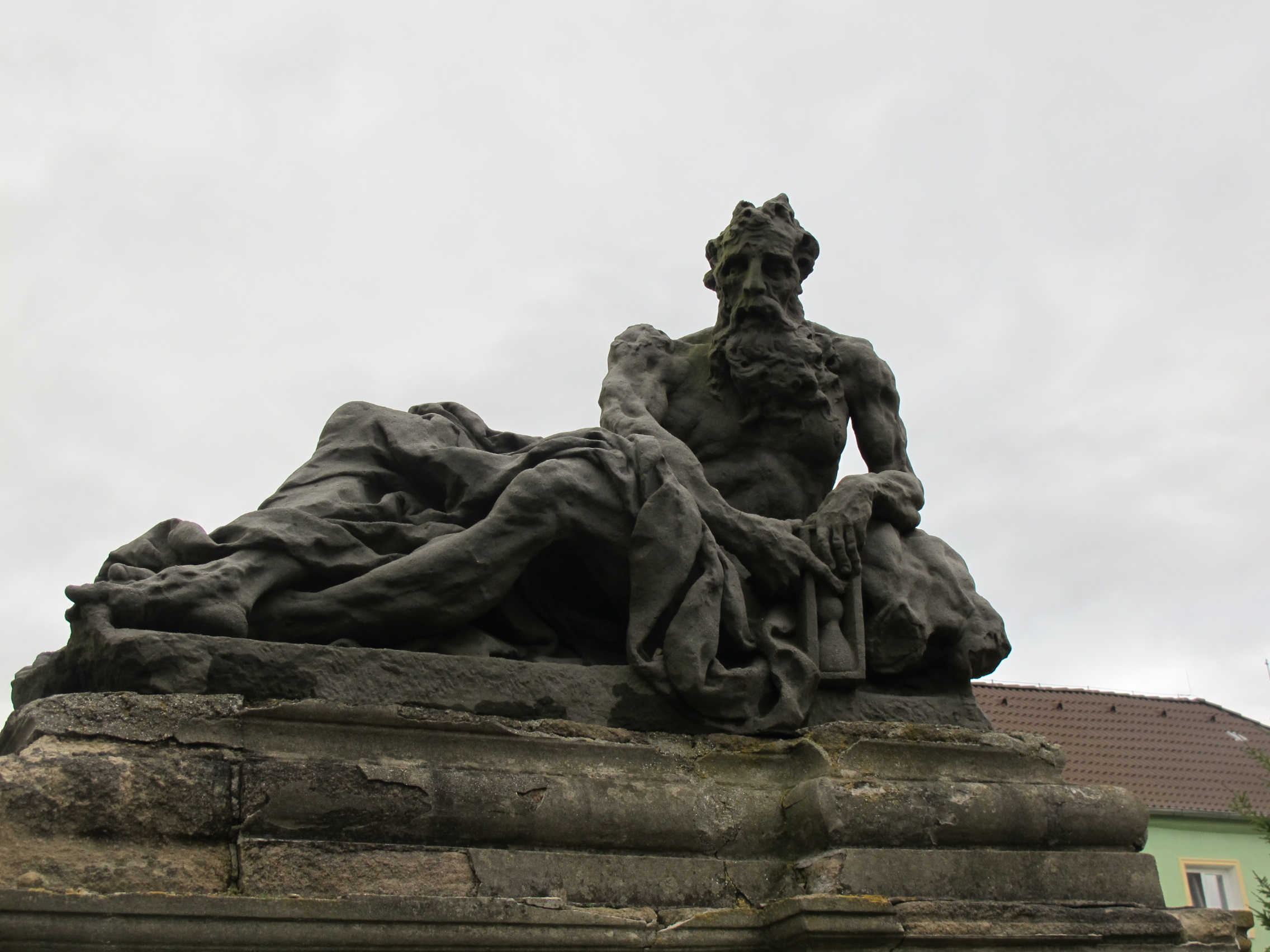
Chronos

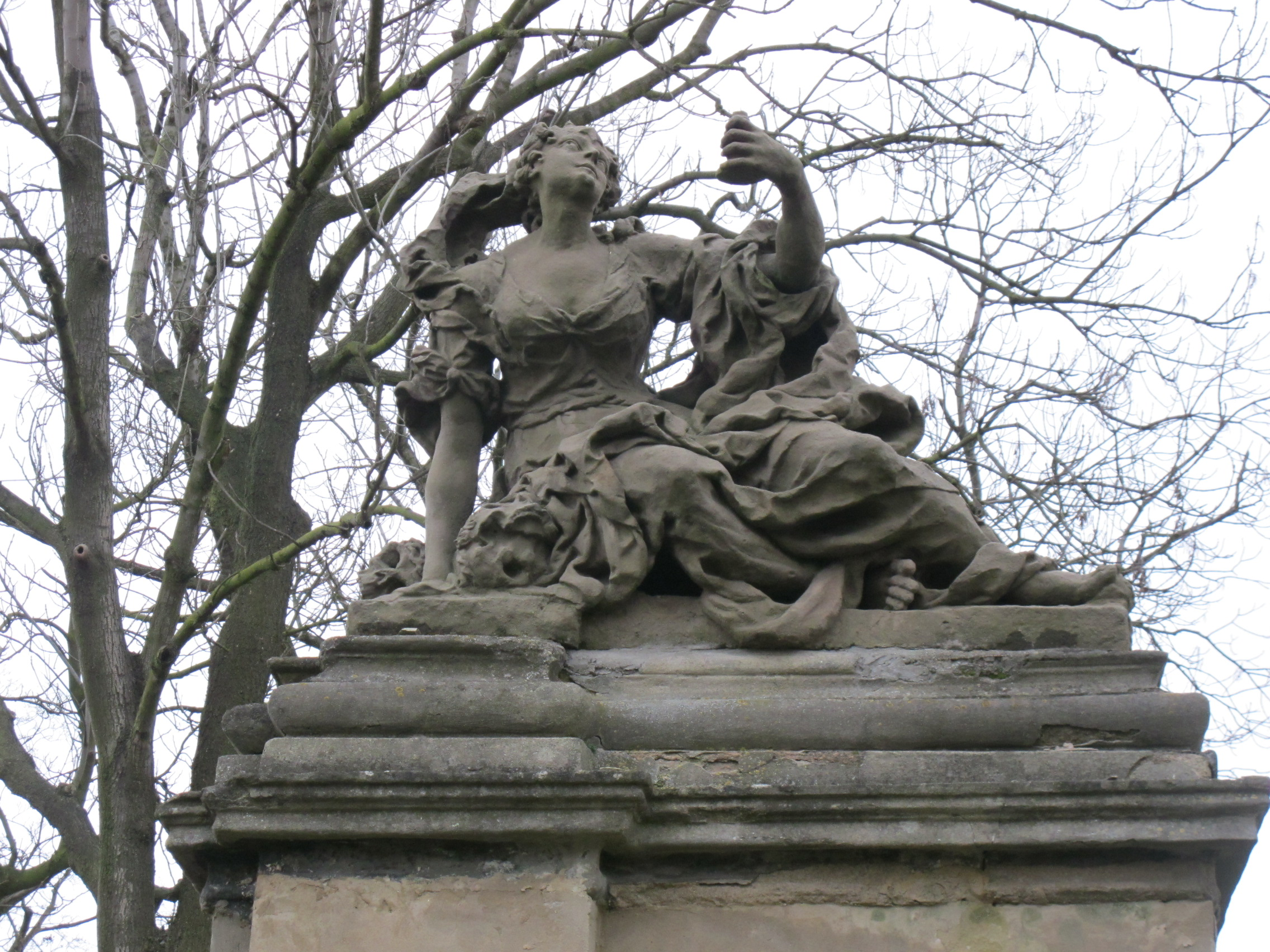
Figur Der Glaube

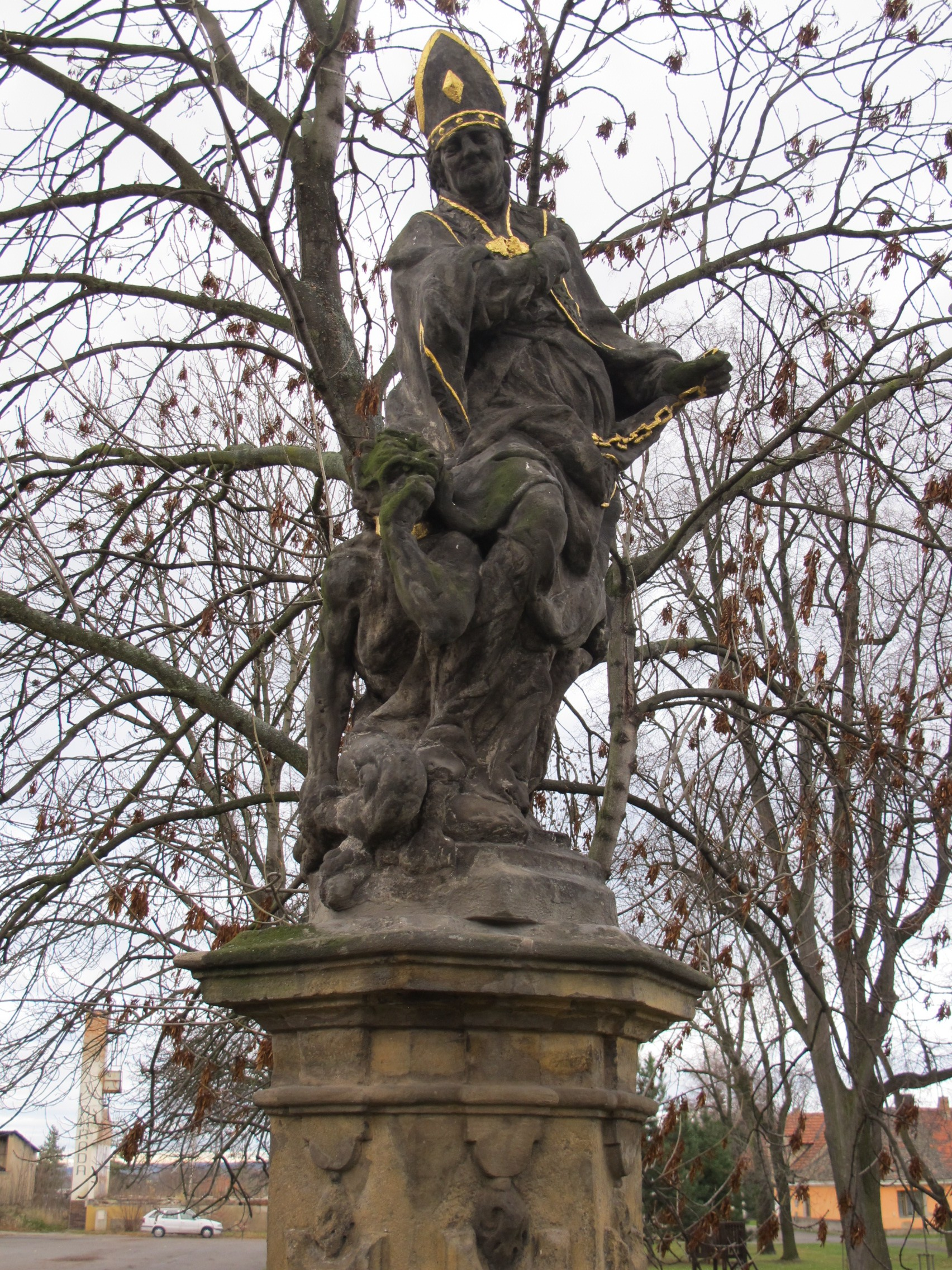
Statue des hl. Prokop

- Schloss Cítoliby, das das Ortsbild dominierende Bauwerk mit einem unregelmäßigen trapezförmigem Grundriss liegt umgeben von Wirtschaftsgebäuden auf einer Anhöhe über dem Marktplatz. Der südliche Teil des Schlosses überragt den nördlichen wegen des Geländeunterschiedes deutlich. Der zweiflügelige Renaissancebau mit L-förmigem Grundriss wurde in den 1570er Jahren für Adam Hruška errichtet. In den 1660er Jahren ließ Margarethe Blandina Schütz von Leypoldsheim das Schloss umbauen und den neuen Südflügel anbauen, fertiggestellt wurde es um 1690. Zwischen 1732 und 1736 erfolgten unter Johann Joachim Pachta von Rayhofen nach einem Schlossbrand Umbau- und Wiederherstellungsarbeiten. Nach der Bodenreform kaufte das Bezirksamt Louny im Jahre 1928 das Schloss von der Familie Schwarzenberg. Im Nordflügel wurden Wohnungen, das Postamt, ein Betsaal und die Gendarmeriestation untergebracht. Der Südflügel diente bis 1938 als Kaserne der Fahrradkompanie des 9. Infanterieregiments der Tschechoslowakischen Armee und danach bis 1944 als Internat für 50 Schülerinnen der Fachschule für Frauenberufe. Anschließend wurde der Südflügel kurzzeitig vom Gymnasium Louny genutzt, danach diente er zu Unterbringung deutscher Kriegsflüchtlinge.
  - Schlossgarten, angelegt in der zweiten Hälfte des 17. Jahrhunderts durch Jan Tulipán. Zu Beginn des 18. Jahrhunderts wurde er mit zahlreichen barocken Statuen von Matthias Bernhard Braun ausgestaltet. Im Jahre 1766 kamen weitere, vom Schlaner Bildhauer Ernst Link gefertigte Statuen hinzu. Die 44 Figuren wurden im Jahre 1907 zur Restaurierung nach Wien gebracht. In Folge des Ersten Weltkrieges und des Zusammenbruches der k.k. Monarchie kehrten die Kunstwerke nicht nach Cítoliby zurück und stehen heute im Barockgarten Neuwaldegg.
- Barocke Kirche des hl. Jakobus des Älteren, fertiggestellt zwischen 1713 und 1717, sie ersetzte einen Vorgängerbau aus dem 14. Jahrhundert. Es wird vermutet, dass der in Laun wirkende italienische Baumeister Domenico Rignano, der zu Beginn des 18. Jahrhunderts zweimal in den Zittolieber Kirchenbüchern als Pate erscheint, an dem Bau beteiligt war. Das zwölf Ellen hohe und acht Ellen breite Altarbild wurde von einem unbekannten Künstler geschaffen und stellt den Apostel Jakobus bei der Verkündung des Evangeliums in der Wüste dar. Die neben dem Hochaltar befindliche Darstellung der vier Evangelisten wird Peter Johann Brandl zugeschrieben. Weitere Gemälde stammen von Wenzel Lorenz Reiner. Auf dem Seitenaltar des hl. Johannes befindet sich ein Kruzifix aus Alabaster. Die bildhauerische Ausgestaltung erfolgte durch Matthias Bernhard Braun. Zwischen 1878 und 1882 wurden die alte Kirchhofsmauer einschließlich des barocken Beinhauses abgebrochen. Die barocke Konzertorgel aus dem Jahre 1754 wurde 1900 durch ein neues Instrument aus der Prager Orgelbauwerkstatt Josef Rejna & Josef Černý ersetzt und kam auf Schloss Nový Hrad, wo sie während der kommunistischen Herrschaft zerstört wurde. Der ehemalige Friedhof um die Kirche wurde 1905 zum Park umgestaltet. Die aus dem Jahre 1492 stammende Glocke Maria wurde 1942 eingeschmolzen, die Totenglocke aus dem 1744 kam im Dezember 1945 in die Kirche zurück. Im Jahre 2009 wurde die barocke Turmuhr saniert.
- Dreifaltigkeitssäule auf dem Dorfplatz vor der Kirche, errichtet 1725 für Karl Graf Pachta anstelle der von Margarethe Blandina Schütz von Leypoldsheim zum Gedenken an die Verschonung von der großen Pestepidemie von 1680 vor dem Schloss aufgestellten Pestsäule. Später wurde die Säule auf die Kreuzung Chlumčanská/Lounská versetzt und 1997 von dort zu ihrem heutigen Standort. Sie wird Matthias Bernhard Braun zugeschrieben.
- Zwei Skulpturen von Matthias Bernhard Braun an der Kirchenmauer, sie befanden sich auf dem einst die Kirche umgebenden Friedhof und stellen vermutlich Allegorien oder Symbole für den Glauben und die Zeit (Chronos) oder die Jugend und das Alter dar. Dabei handelt es sich um Kopien der in der Peterskirche in Louny befindlichen Originale. Die Allegorie Chronos, die einen halbbekleideten liegenden Greis zeigt, der eine Sanduhr hält, wird zu den eindrucksvollsten Werken des böhmischen Barocks gezählt.
- Statuen der hll. Barbara, Clemens und Prokop auf dem Dorfplatz, sie entstammen wahrscheinlich der Werkstatt von Matthias Bernhard Braun. Die Figur der hl. Barbara stand ursprünglich am Abzweig des Weges zur Fasanerie von der Straße nach Chlumčany
- Statue des hl. Johannes von Nepomuk am Wegekreuz nach Líšťany und Brloh aus dem Jahre 1770. Am Sockel befindet sich das Wappen der Grafen Pachta.
- Statue des hl. Wenzel vor dem Pfarrhaus, sie stand bis 1976 in Liběšovice (Lischwitz)
- Statue des hl. Bernhard an der Kirche, sie stand ursprünglich in Všechlapy bei Libčeves
- Statue der hll. Peter und Paul an der Kirche, ihr ursprünglicher Standort war in Líčkov
- Barocker Wasserturm aus dem frühen 18. Jahrhundert am Dorfplatz
- Einfamilienhauskolonie linksseitig der Straße Chlumčanská, sie entstand zwischen 1922 und 1925 nach Plänen des Prager Architekten František Vahala
- Nischenkapelle der hl. Apollonia am Weg nach Brloh, errichtet 1748 durch Ernst Karl Pachta zur Heilung seiner kranken ersten Frau
- Denkmal für die 29 Gefallenen des Ersten Weltkrieges, errichtet 1927 vor dem Schloss
- Burgstall Hrádek mit Resten einer befestigten Siedlung, Archäologischer Fundplatz
- Hof Ovčín an der Straße Zeměšská, ehemalige herrschaftliche Schäferei
- Alte Schule
- Bauerngehöft Tyršově náměstí 47
- Kopřiva-Spital Na Plevně 60, gestiftet von der Kantorenfamilie Kopřiva
- Dělnický dům, Zeměšská 219
- Robinie im Pfarrhof, Baumdenkmal

## Persönlichkeiten

### Söhne und Töchter der Gemeinde
- Jan Adam Gallina (1724–1773), böhmischer Komponist und Schlosskapellmeister
- Karel Blažej Kopřiva (1756–1785), böhmischer Organist und Komponist
- Josef Mocker (1835–1899), böhmischer Architekt und Restaurator
- Edmund Břetislav Kaizl (1836–1900), Übersetzer, Politiker und Jurist
- Zdeněk Šesták (* 1925), Komponist und Musikwissenschaftler
- Věroslav Neumann (1931–2006), tschechischer Komponist und Musikpädagoge

### Im Ort lebten und wirkten
- Václav Jan Kopřiva (1708–1789), Komponist und Begründer der Zittolieber Komponistenschule, er wirkte von 1730 bis 1778 als Kantor und Regenschori
- Václav Sochor (1855–1935), Historien- und Schlachtenmaler. Er richtete sich in den Hintergebäuden des elterlichen Gehöftes Nr. 42 sein Atelier malírna ein. In den Jahren 1884 bis 1889 schuf er dort sein preisgekröntes Monumentalbild Slavnost Božího těla v Čechách (Fronleichnam in Böhmen), dessen Staffage die Bürger von Cítoliby bilden. Nach Auslandsaufenthalten arbeitete Sochor von 1895 und 1907 erneut in Cítoliby.
- Eduard Sochor (1862–1947), Architekt. Er lebte in seiner Jugend in Cítoliby, wo seine Eltern 1875 das Gehöft Nr. 42 gekauft hatten